# Distretto di Longido
Il distretto di Longido è uno dei distretti in cui è amministrativamente suddivisa la regione di Arusha in Tanzania. Il suo capoluogo è la città di Longido. 
Il distretto è stato costituito nel 2007 scorporando parte del territorio del distretto di Monduli.

## Suddivisione amministrativa
Il distretto è diviso nelle seguenti circoscrizioni (wards), tra parentesi gli abitanti (censimento 2022):
1. Eleng'ata Dapash (6 528)
2. Engarenaibor (15 227)
3. Engikaret (8 298)
4. Gelai Lumbwa (9 932)
5. Gelai Meirugoi (12 474)
6. Ilorienito (6 932)
7. Kamwanga (13 053)
8. Kitumbeine (10 203)
9. Kimokouwa (14 435)
10. Longido (3 948)
11. Matale (8 340)
12. Mundarara (11 442)
13. Namanga (12 340)
14. Noondoto (5 808)
15. Olmolog (12 536)
16. Orbomba (11 060)
17. Sinya (5 097)
18. Tingatinga (8 262)